# Tetrastichus aenellus
Tetrastichus aenellus är en stekelart som först beskrevs av Girault 1915.  Tetrastichus aenellus ingår i släktet Tetrastichus och familjen finglanssteklar. Inga underarter finns listade i Catalogue of Life.